# Eccritosia antidomus
Eccritosia antidomus är en tvåvingeart som först beskrevs av Walker 1849.  Eccritosia antidomus ingår i släktet Eccritosia och familjen rovflugor. Inga underarter finns listade i Catalogue of Life.